# Markus Friedrich Wendelin
Markus Friedrich Wendelin (* 1584 in Sandhausen bei Heidelberg; † 7. August 1652 in Zerbst, latinisiert als Marcus Fridericus Wendelinus) war ein reformierter Theologe und Erzieher.

## Leben
Wendelin studierte an der Universität Heidelberg Theologie und schloss 1607 mit dem Titel eines Mag. theol. ab.
Anschließend begleitete er ungefähr fünf Jahre lang die späteren Fürsten Christian II. und Johann Kasimir von Anhalt auf deren Kavalierstouren als Lehrer und Hofmeister.
Im Anschluss an diese Tätigkeit kehrte er mit den beiden Prinzen nach Anhalt zurück, wo er den Rest seines Lebens verbringen sollte. Ab 1612 wirkte und lebte er in Zerbst, wo er ab diesem Jahr das Gymnasium Francisceum als Rektor leitete. Dieses Amt versah er bis zu seinem Tod im Alter von 68 Jahren.
Neben seinem Amt als Pädagoge wurde Wendelin mit der Zeit eine der führenden Personen des reformierten Kirchenwesens in Anhalt.

## Werke
- Christianae theologiae systema maius (1656)